# Bicaudella denaensis
Bicaudella denaensis är en insektsart. Bicaudella denaensis ingår i släktet Bicaudella och familjen långrörsbladlöss. Inga underarter finns listade i Catalogue of Life.